# Станойкович, Вуядин
Ву́ядин Стано́йкович (серб. Вујадин Станојковић, макед. Вујадин Станојковиќ; 10 сентября 1963, Куманово, СФРЮ) — югославский и македонский футболист и тренер, выступал на позиции защитника.

## Карьера игрока
Начав карьеру в клубе «Куманово», Станойкович вскоре перебрался в сильнейший македонский клуб «Вардар», а уже оттуда — в белградский «Партизан». В то время был одним из сильнейших защитников Югославии. Завершал карьеру в шведских командах «Дегерфорс» и «Треллеборг».
За сборную Югославии дебютировал в 1988 году, принимал участие в олимпийском турнире 1988 года, ЧМ-1990, а также в отборочном цикле ЧЕ-1992, на финальный турнир которого Югославия, несмотря на победу в группе, допущена не была. Последний матч Станойковича за сборную Югославии оказался последним матчем этой команды — это была товарищеская встреча в Амстердаме со сборной Нидерландов 25 марта 1992 года.
После распада Югославии Станойкович выступал за сборную Македонии, участвовал в отборочном турнире ЧЕ-1996. Македония не смогла пробиться в финальный турнир, заняв четвёртое место в своей группе и Станойкович принял решение завершить выступления за сборную.

## Тренерская карьера
После завершения карьеры Вуядин Станойкович занимал должность директора клуба «Македония», а в 2004 году исполнял обязанности главного тренера «Вардара». С 2006 по 2009 год был помощником Сречко Катанеца в сборной Македонии.